# Калкаман (станция метро)
«Калкаман» (каз.  Қалқаман / Qalqaman) — строящаяся 12-я станция Алма-Атинского метрополитена. Станция будет располагаться на линии А, между станцией «Бауыржан Момышулы» и проектируемой станцией «Шугыла».

## История
Станция строится под улицей Ашимова, на участке между улицами Елибаева и Байзак Батыра, на месте частного сектора.
Работы по строительству станции начались в 2022 году.
Открыть станцию планируют не ранее 2026 года.

## Вестибюли и пересадки
Разместится между примыканием улицы Ашимова с улицей Байзак батыра. Планируется сооружение одного вестибюля и одного аварийного выхода.

## Техническая характеристика
Станция колонная трёхпролётная мелкого заложения (глубина 10 м). За станцией будет построен съезд для оборота составов.

## Строительство станции
Ниже представлены наиболее значимые события:
- Март 2018 года: ведётся строительство тоннелей от станции Бауыржан Момышулы.